# باشگاه فوتبال زنان ملوان بندر انزلی
باشگاه فوتبال زنان ملوان بندر انزلی یک باشگاه فوتبال زنان در ایران است. این باشگاه در لیگ برتر زنان ایران، لیگ برتر کوثر حضور دارد.
تیم زنان ملوان از قدرت‌های لیگ ایران بوده‌است و هواداران بسیاری دارد. این تیم بازی‌های خانگی خود را در ورزشگاه سردار جنگل رشت برگزار‌ می‌کند.

## پیشینه

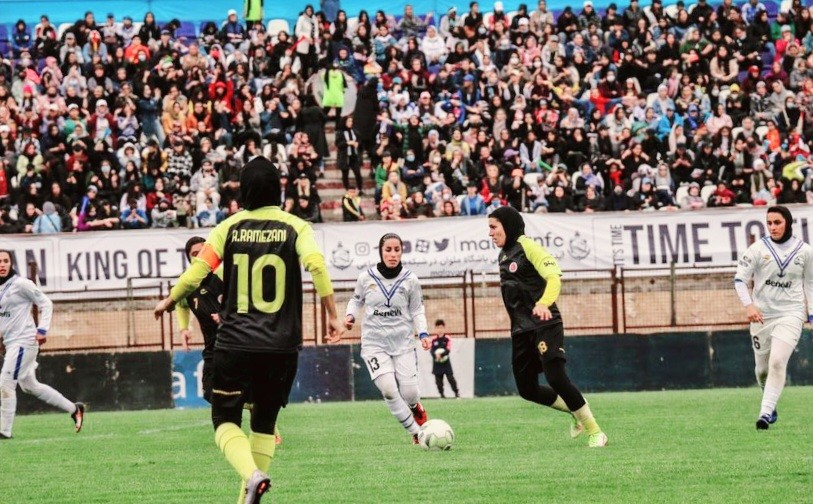
تیم زنان ملوان در بازی‌های خانگی، با ورزشگاهی پر از تماشاگر برابر حریفان قرار می‌گیرد.

دومین فصل لیگ زنان ایران پس از یک وقفه یک‌ساله، در سال ۱۳۸۸ با شرکت ۱۶ باشگاه و قهرمانی دختران انزلی برگزار گردید. تیم زنان ملوان که تا آن هنگام افتخارهایی مانند قهرمانی مسابقات منطقه‌ای، قهرمانی لیگ دسته یک زنان و نایب‌قهرمانی لیگ سال گشته را نیز داشت، در همان سال در رقابت‌های باشگاهی کشورهای اسلامی با میزبانی تهران نیز شرکت کرده و جام مسابقه‌های بین‌المللی پاکستان را نیز بالای سر بردند. توانمندی ملوان در لیگ برتر فوتبال زنان ایران ۸۹–۱۳۸۸ که در آن رقیب‌های قدرتمند داخلی را پشت سر گذاشت و به قهرمانی رسید، مورد توجه رسانه‌ها بوده‌است. چیزی که شروع حکمرانی آنان در لیگ زنان دانسته شد.

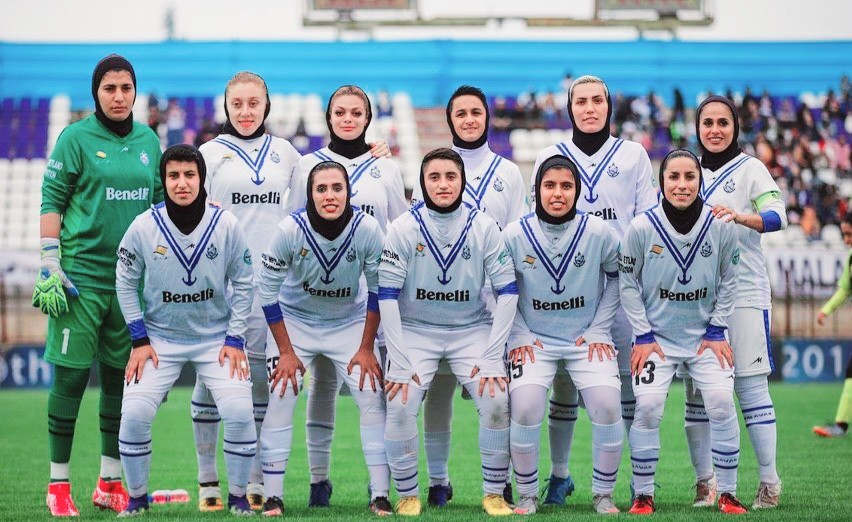
تیم ملوان در سال ۲۰۲۲

تیم به موفقیت‌های خود ادامه داد و‌ درحالی که ملی پوشان بسیاری از جمله سارا قمی، بهترین گل‌زن سال‌های گذشته لیگ برتر زنان ایران را در اختیار داشت، در سال ۱۳۹۵، با دستور مسعود رضائیان، مدیرعامل وقت باشگاه ملوان انزلی، با نامه‌نگاری‌های رسمی او به هیأت فوتبال استان گیلان، منحل شد. در این دوره، تنها ۲۰ درصد از قرارداد بازیکنان تیم زنان پرداخت شده‌بود. مدیرعامل ملوان، این تیم را بار اضافه باشگاه خوانده بود. وی سپس، مشکلات مالی، و بعد از مقایسه هزینهٔ ناچیز تیم زنان در برابر مردان، مسائل مذهبی را برای دفاع از انحلال تیم زنان، پیش کشید. جامعه ایرانی و رسانه‌ها نسبت به موضوع حساس شدند و برنامه‌ای تلویزیونی به موضوع پرداخت. برخی نیز به دلیل مالکیت نظامی بر باشگاه، موضوع را به کشور ایران ربط دادند و گفتند این انحلال در شان ایران نیست. در تابستان ۱۳۹۷، تیم زنان ملوان به شکل رسمی به میدان‌های مسابقات بازگشت. اگرچه نتوانست در لیگ برتر فوتبال زنان ایران ۹۸–۱۳۹۷ نتیجه خوبی بگیرد.

## تصویر تیم و کیت‌ها
رنگ سفید به نمادی برای تیم تبدیل شده‌است و به‌طور معمول، کیت نخست تیم یک‌دست سفید است. رنگ‌های دوم نیز به مانند تیم مردان، شامل طیف‌های آبی بوده‌است. هواداران با عنوان‌های سپیدپوشان و قوهای انزلی نیز تیم را خطاب کرده‌اند.

## ورزشگاه و زمین‌های تمرین
بانوان ملوان همواره بازی‌های خانگی خود را در ورزشگاه سردار جنگل انجام داده‌اند. این زمین فوتبال در سال ۲۰۰۷ گشایش یافت و گنجایش ۲۵۰۰۰ تماشاگر را دارد. این ورزشگاه در شهر رشت، ایران جای گرفته‌است.

## هواداران و هماوردان

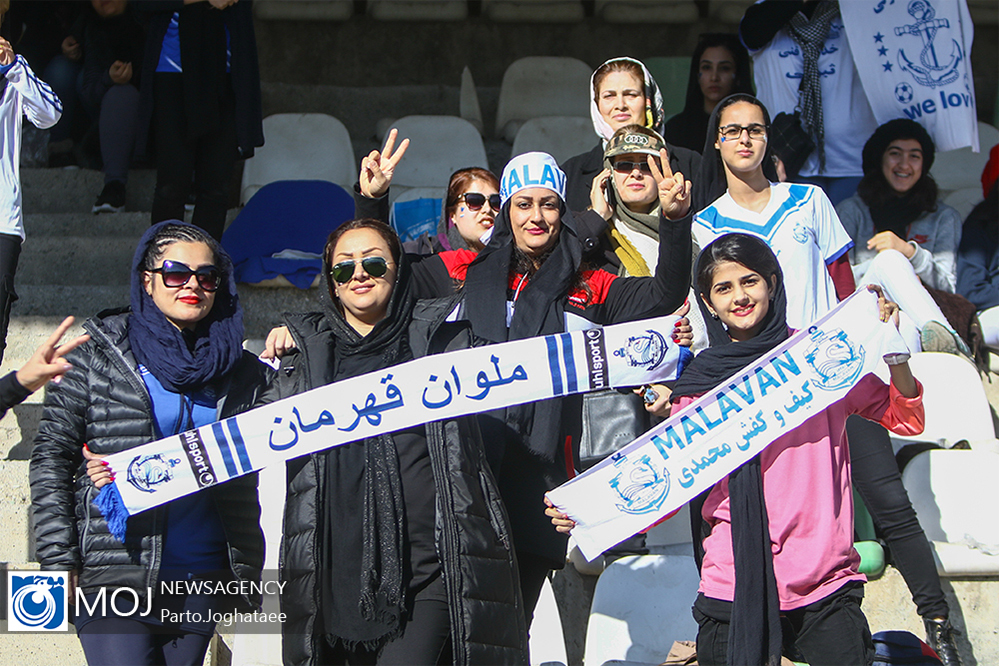
شماری از هواداران تیم زنان ملوان در یک بازی خارج از خانه

تیم زنان ملوان در منطقه خود هواداران فراوانی دارد به‌گونه‌ای که این تیم، «نور امید» مردم دانسته شده‌است. از دید شمار افتخار و دستاوردهای رسمی نیز همواره تیم زنان ملوان نسبت به مردان آن، وضعیت بهتری داشته‌است تا هوادارانش را بیافزاید. این تیم دارای لیدرهای زن و شعرهای هواداری نیز است.
ملوان و خاتون بم، همواره دارای رقابت و هماوردی در لیگ زنان ایران بوده‌اند.

## بازیکنان
- - فاطمه اصغری
  - افسانه اقبال
  - مهسا پورمحمدیان
  - حدیث تقی بیگلو
  - مونا ثریابین
  - صفورا جعفری
  - معصومه حسرتی
  - سمانه خانی
  - زهرا خندان
  - سوگند راجی
  - سمیرا رستمی
  - منیژه زینیوندیان
  - مژده سوسریان
  - هاجر شاه ملک پور
  - فاطمه صادق زاده
  - شهناز عباسی
  - الهام عبدالرحمانی
  - سایه فریدی
  - مریم قلم آرا
  - سارا محمدی
  - راضیه موسوی
  - سپیده نزهتی
  - لیدا نزهتی
  - پگاه نوری
  - فاطمه نوری
  - یاسمن خواجوی

## کادر فنی
- معصومه جهانچی

## دست‌آوردها
| چهارچوب رقابت‌ها            | قهرمانی | نایب قهرمانی | تاریخ و فصل                                                                                     |
| -------------------------- | ------- | ------------ | ----------------------------------------------------------------------------------------------- |
| لیگ کوثر فوتبال زنان ایران | ۱ بار   | ۷ بار        | - قهرمانی: ۸۹–۱۳۸۸ - نایب قهرمانی: ۸۷–۱۳۸۶ ،۹۰–۱۳۸۹، ۹۲–۱۳۹۱، ۹۳–۱۳۹۲، ۹۴–۱۳۹۳، ۹۵–۱۳۹۴،۰۳–۱۴۰۲ |
| جام حذفی فوتبال زنان ایران | ۱ بار   | -            | - قهرمانی: ۹۳–۱۳۹۲                                                                              |

## فصل۰۴-۱۴۰۳

### بازیکنان
| شماره |       | نقش             | بازیکن         |
| ----- | ----- | --------------- | -------------- |
| ۱     | ایران | دروازبان        | مینا نافعی     |
| ۲۰    | ایران | مدافع           | کوثر عنبری     |
| ۱۷    | ایران | مدافع           | الهه افشاردوست |
| ۲     | ایران | مدافع(کاپیتان۲) | سپیده نزهتی    |
| ۲۳    | ایران | مدافع           | زهرا خضری      |
| ۱۸    | ایران | هافبک           | مریم رهیده     |
| ۹۹    | ایران | هافبک           | نرگس سبک‌تکین   |
| ۱۳    | ایران |                 | پروین فرهادی   |
| ۱۰    | ایران | وینگر           | نازنین منصوری  |
| ۱۱    | ایران | مهاجم           | سمیه آوج       |
| ۹     | ایران | مهاجم(کاپیتان۱) | سارا قمی       |

| شماره |       | نقش         | بازیکن          |
| ----- | ----- | ----------- | --------------- |
|       | ایران | هافبک دفاعی | غزل مرشدی‌نیکنام |
|       | ایران |             | الینا میرزاپور  |
| ۷     | ایران | هافبک       | سمانه خانی      |
| ۷۷    | ایران | هافبک       | تانیا جهان‌شاهی  |
| ۸     | ایران | مهاجم       | رکسانا معصومی   |
| ۴     | ایران | مدافع       | فاطمه رحیمی     |
|       | ایران | هافبک       | مریم نوروزی     |
|       | ایران | مدافع       | زهرا کرامتی     |
|       | ایران | دروازه‌بان   | تبسم            |
|       | ایران | دروازه‌بان   | پرستو ایزدی     |
|       | ایران |             | نگار اسدالهی    |
|       | ایران | وینگر       | مهرسا براری     |
|       | ایران |             | حدیث            |
| ۲۷    | ایران |             | مهسام           |
|       | ایران |             | آیلین نعیمی     |
|       | ایران |             | عسل صحرایی      |

کادر فنی:
- اعظم غلامی
- زهرا ملکی
- سایه مهربان

### جدول لیگ
| رتبه | تیم              | بازی | برد | مساوی | باخت | گل زده | گل خورده | گل تفاضل | امتیاز |
| ---- | ---------------- | ---- | --- | ----- | ---- | ------ | -------- | -------- | ------ |
| ۱    | خاتون بم         | ۱۸   | ۱۷  | ۱     | ۰    | ۶۹     | ۶        | ۶۳+      | ۵۲     |
| ۲    | سپاهان اصفهان    | ۱۸   | ۱۵  | ۱     | ۲    | ۳۲     | ۵        | ۲۷+      | ۴۶     |
| ۳    | گل‌گهر سیرجان     | ۱۸   | ۱۰  | ۵     | ۳    | ۴۱     | ۱۳       | ۲۸+      | ۳۵     |
| ۴    | ایستا کردستان    | ۱۸   | ۹   | ۵     | ۴    | ۴۵     | ۲۳       | ۲۲+      | ۳۲     |
| ۵    | ملوان بندرانزلی  | ۱۸   | ۷   | ۲     | ۹    | ۱۹     | ۲۶       | ۷−       | ۲۳     |
| ۶    | طلایی‌طاران البرز | ۱۸   | ۷   | ۲     | ۹    | ۲۲     | ۳۰       | ۸−       | ۲۳     |
| ۷    | تام اصفهان       | ۱۸   | ۶   | ۴     | ۸    | ۲۱     | ۳۳       | ۱۲−      | ۲۲     |
| ۸    | پالایش‌گاز ایلام  | ۱۸   | ۳   | ۵     | ۱۰   | ۱۳     | ۳۰       | ۱۷−      | ۱۴     |
| ۹    | آوا تهران        | ۱۸   | ۳   | ۱     | ۱۴   | ۱۱     | ۳۹       | ۲۸−      | ۱۰     |
| ۱۰   | ستارگان تنگستان  | ۱۸   | ۰   | ۰     | ۱۸   | ۳      | ۷۱       | ۶۸−      | ۰      |